# Franz Pieler (Bergbauingenieur, 1869)
Franz Emil Norbert Pieler (* 11. Dezember 1869 in Burbach; † 24. Januar 1950 in Oberhausen) war ein deutscher Bergbaufachmann und Generaldirektor der Ballestremschen Industriewerke und Besitzungen.

## Leben
Pieter war der älteste Sohn des Bergbaufachmannes und Generaldirektors der Ballstremschen Industriewerke und Besitzungen Franz Pieler und Enkel des Landeshistorikers Franz Ignatz Pieler.
Nach dem Abitur in Aachen und Studium an der Berliner Bergakademie folgten technische und wirtschaftliche Ausbildung auf verschiedenen Salinen und Bergwerken. Im Jahr 1901 trat er eine einjährige Weltreise an, studierte drei Monate die großen Kohlen- und Eisenbetriebe in Pennsylvania, die Kupferbergwerke in Anaconda sowie Eisenerzgebiete bei Cleveland. Von Vancouver aus reiste er nach Japan und nach Schantung in China, zum Besuch der dort im Aufbau befindlichen deutschen Steinkohlegruben. Durch die Empfehlungen seines späteren Dienstherrn Graf Ballestrem an die jeweiligen Botschaften wurden seine Erkundungen besonders unterstützt. Weitere Ziele waren Indien, Indonesien und Ägypten.
Nach Ausscheiden aus dem Staatsdienst bekam er im Februar 1904 einen ersten Anstellungsvertrag als Berginspektor bei der gräflichen Ballestremschen Güterverwaltung. 1908 verfügte der Graf die Ernennung zum Bergwerksdirektor. Nach dem Tod seines Vaters am 25. Oktober 1910 wurde er zu seinem Nachfolger als Generalbevollmächtigter und Leiter der Ballestremschem Industrieverwaltung ernannt.
Er führte erfolgreich die Arbeit seines Vaters fort, förderte den Abbau in der „Castellengogrube“, teufte ehrenamtlich für das fürsterzbischöfliche Amt in Breslau die „Eminenzgrube“ ab und sorgte auf Grund seiner hervorragenden bergmännischen und kaufmännischen Fähigkeiten für ein stetiges Wachstum des Reviers. Es folgten die neuen Schächte der „Graf-Franz-Grube“, Bau der „Koksanstalt Wolfgang“ und des „Kraftwerkes Nikolaus“, alle bei Ruda.
Er verhinderte den Zerfall des gräflichen Besitzes in der Zeit der Unruhen und Teilung Oberschlesiens nach 1922, in deren Folge Ruda an Polen fiel. Rechtzeitig hatte er die Güterverwaltung nach Gleiwitz verlegen lassen. Er erwarb erhebliche Anteile am „Schaffgottschen, Obereisen- und Donnersmarck-Hüttenwesen“. Alle drei Hüttengesellschaften wurden dann zur „Oberhütten AG“ zusammengeschlossen und sorgten für einen gesicherten und starken Absatz der „Castellengo-Abwehr Grube“.
Nach dem Ausscheiden aus dem Dienst lebte er auf seinem Landgut in Liebenau/Kreis Breslau. Während des Zweiten Weltkrieges verlor er drei seiner Söhne und wurde schließlich aus Schlesien vertrieben. Er starb am 24. Januar 1950 in Oberhausen.

## Ehrungen
- Ehrensenator der Technischen Hochschule in Breslau
- Komtur des St.-Gregorius-Ordens, verliehen von Papst Pius XI.
- Schlesischer Adler-Orden
- Komtur des souveränen Ordens vom hl. Grab in Jerusalem